# Jacques Rouxel (Animator)
Jacques Rouxel (* 26. Februar 1931 in Cherbourg; † 25. April 2004 in Paris) war ein französischer Graphiker, Animator und Trickfilmregisseur. Er war der Schöpfer der Zeichentrickserie Die Shadoks und Mitbegründer des Studios aaa (animation art-graphique audiovisuel).

## Leben
Nach dem Abitur absolvierte Rouxel den Militärdienst bei der Marine und ein Studium an der École des hautes études commerciales de Paris. Während dieser Zeit beschäftigte er sich mit dem Zeichnen und fand Geschmack daran. Ab 1957 arbeitete er für verschiedene Werbeagenturen und wurde 1961 selbständiger Produzent hauptsächlich für Werbefilme. Die Ideenwelt von Rouxel wurde beeinflusst durch Alfred Jarry und britischen Humor. 1965 begann er für das Office de Radiodiffusion Télévision Française zu arbeiten und produzierte zum ersten Mal einen Zeichentrickfilm. Auf der Grundlage dieses Films entstand die Zeichentrickserie Die Shadoks mit insgesamt 208 Episoden, die vom französischen Fernsehen ausgestrahlt wurden. 1973 gründete er zusammen mit Marcelle Ponti, die er 1988 heiratete, und Jean-Paul Couturier das Studio aaa, das Animationsfilme produzierte. Rouxel war Autor von rund 80 Filmen. In seiner Geburtsstadt wurde ihm zu Ehren eine Straße nach ihm benannt.